# Walter Hewel

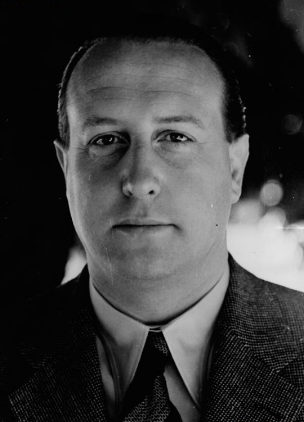
Walter Hewel (1940)

Walter oder Walther Hewel (* 25. März 1904, nach anderen Angaben 2. Januar 1904 in Köln; † 2. Mai 1945 durch Suizid in Berlin) war ein Staatssekretär im Auswärtigen Amt und SS-Brigadeführer.

## Leben und Wirken

### Jugend und Ausbildung
Walter Hewel war das einzige Kind von Anton Hewel, Gesellschafter einer Kakaofabrik, und Elsa geborene Freiin von Lindenfels. Er besuchte das Realgymnasium in Köln und legte das Abitur im März 1923 ab. Nach halbjährigem Praktikum in einem Betrieb für Maschinenbau studierte er ab dem Wintersemester 1923 Wirtschaftsingenieurwissenschaften an der Technischen Hochschule München. Anfang 1925 wurde er kaufmännischer Volontär in einer Handelsunternehmung in Hamburg. 1926 absolvierte er einen einjährigen Sprachaufenthalt in Großbritannien. Danach reiste er als Angestellter des britischen Plantagenunternehmens Anglo-Dutch Plantations of Java Limited nach Niederländisch-Indien, dem heutigen Indonesien. 1936 kehrte Hewel nach Deutschland zurück, nachdem er noch eine viermonatige Reise durch Fernostasien unternommen hatte. Hewel trat zum 1. Juni 1933 der NSDAP/AO bei (Mitgliedsnummer 3.280.789) und arbeitete als Dezernent, Leiter der Wirtschaftsstelle und Pressereferent der NSDAP/AO Java Niederländisch China.

### Hitlerputsch
Beim Hitlerputsch vom 9. November 1923 gehörte Hewel als Fahnenträger dem Stoßtrupp Adolf Hitler an und nahm während des Putsches an allen Unternehmungen des Stoßtrupps Hitlers teil. Hewel wurde wegen Beihilfe zum Hochverrat zu einem Jahr und drei Monaten Festungshaft und zu einer Geldstrafe von 30 Goldmark verurteilt. Die Strafe wurde zur Bewährung ausgesetzt. 1924 wurde die Bewährung außer Vollzug gesetzt. In der Haftanstalt Landsberg war er Mithäftling Hitlers. Am 30. Dezember 1924 wurde er begnadigt.

### Werdegang im Auswärtigen Amt und der SS

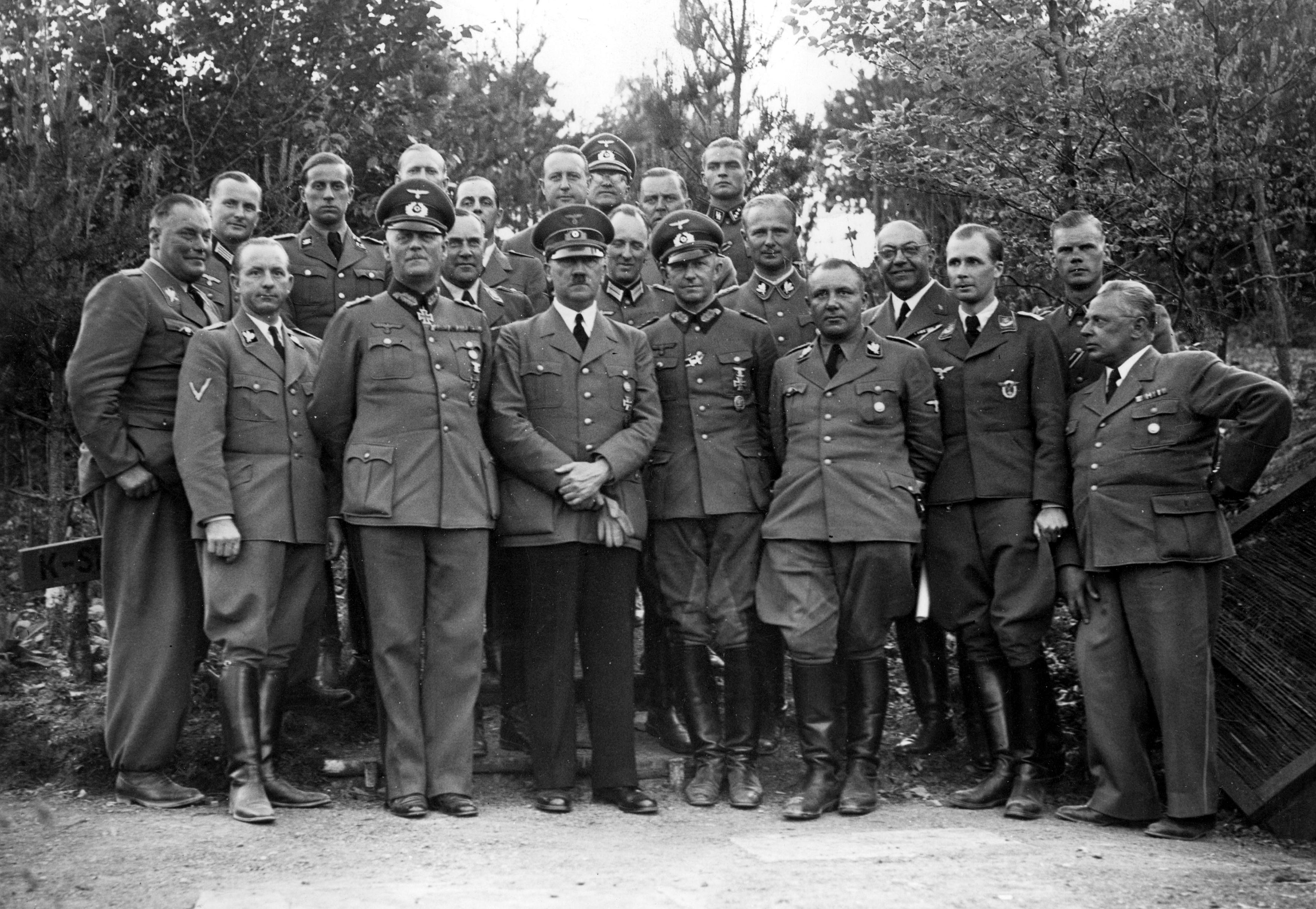
Walter Hewel, direkt hinter Hitler stehend, im Stab von Adolf Hitler im Juni 1940 vermutlich in Eselsberg in Bad Münstereifel-Rodert, in der Nähe des „K-Standes“ des Führerhauptquartiers Felsennest

Im Februar 1938 wurde er Chef des persönlichen Stabes von Reichsaußenminister Joachim von Ribbentrop. Ab Juni 1938 war Hewel Legationsrat I. Klasse. 1938 wurde Hewel Verbindungsbeamter des Auswärtigen Amtes zum Führer und Reichskanzler. Seit April 1939 war Hewel Vortragender Legationsrat, ab 28. September 1940 Gesandter I. Klasse, ab März 1943 Botschafter zur besonderen Verfügung im Rang eines Staatssekretärs. Hewel wurde am 12. September 1937 SS-Ehrenführer im Rang eines SS-Sturmbannführers (SS-Nummer 283.985). 1938 wurde er SS-Standartenführer, 1940 SS-Oberführer, 1942 SS-Brigadeführer. Außerdem war Hewel ab 1936 Ostasienreferent der NSDAP/AO, ab 1937 Hauptreferent für deutsch-britische Angelegenheiten in der Dienststelle Ribbentrop.
Als Verbindungsbeamter im Führerhauptquartier (FHQ) gehörte Hewel zur unmittelbaren Umgebung Hitlers. Er führte ein Tagebuch, welches wohl zur Tarnung auf Bahasa Indonesia geschrieben war. Ab Juli 1941 übernahm für das Reichsministerium für die besetzten Ostgebiete der SA-Standartenführer Werner Koeppen die Parallel-Rolle zu Hewel im FHQ.
Marie Wassiltschikow schrieb am 10. November 1940 in ihr Tagebuch: „Hewel ist der einzige aus dem »inneren« Regierungskreis, der gelegentlich auch in anderen Kreisen auftaucht. Manche scheinen die Hoffnung zu hegen, durch ihn positiven Einfluß nehmen zu können.“ Damit meinte die Russin Marie Wassiltschikow, die zu der Zeit in Berlin lebte, nicht-nationalsozialistische Kreise.
Am 12. Juli 1944 heiratete er auf Schloss Kleßheim bei Salzburg die Rot-Kreuz-Krankenschwester Blanda Elisabeth Sophie Jeanette Margarete Ludwig (1921–2008). Blanda Hewel war ab 1952 in zweiter Ehe mit Erich Benteler verheiratet.
Bis zum 2. Mai 1945 war er im Führerbunker und nahm sich auf der Flucht in der Malzbierbrauerei Groterjan in der Prinzenallee in Berlin-Wedding durch gleichzeitiges Zerbeißen einer Blausäurekapsel und Erschießen das Leben.

## Archivalien
Die „Handakten“ Hewels befinden sich im Politischen Archiv des Auswärtigen Amts. In den 1970er-Jahren hatte Alexandre Kum'a Ndumbe III. Zugang zu ihnen erhalten und sie 1980 für seine Dissertation Hitler voulait l'Afrique verwendet.

## Filme
Im Film Der Untergang wurde Walter Hewel von Alexander Held dargestellt.